# ActRaiser 2
ActRaiser 2 (яп. アクトレイザー２　沈黙の聖戦 акуторэидза цу: тинмоку э но сэисэн) — японская компьютерная игра в жанре платформер, разработанная студией Quintet для приставки Super Nintendo Entertainment System и выпущенная в 1993 году компанией Enix. Изначально появились японская и североамериканская версии, но годом позже при участии издателя Ubisoft состоялся релиз для Европы.
Игра представляет собой продолжение первой части ActRaiser, хотя невозможно точно сказать, когда происходят описываемые сюжетом события, до или после оригинала. Сюжет вновь наполнен христианской тематикой, отсылаясь, в частности, к таким эпическим художественным произведениям как «Потерянный рай» и «Божественная комедия». Однако в сравнении с оригиналом здесь полностью отсутствует стратегическая часть, геймплей перешёл от симулятора бога к обычному платформеру.

## Игровой процесс
Если первая часть ActRaiser сочетает в себе два жанра, симулятор бога и платформер, то вторая стала просто платформером. Тем не менее, механика персонажа здесь значительно усовершенствована, он теперь имеет крылья, с помощью которых можно совершать двойной прыжок, парить в воздухе, пикировать сверху на врагов. Единственным оружием по-прежнему остаётся меч, но появилась возможность направлять удары в разных направлениях, по диагонали вверх, вниз в прыжке и т. д. — в этом плане геймплей напоминает Super Castlevania IV. Воин держит меч не двумя руками, а одной, при этом в другой руке у него щит, отражающий некоторые атаки противников. Заметно изменилась система использования магии, перед началом каждого уровня игроку даются несколько свитков, и именно столько раз можно воспользоваться магией. Заклинания срабатывают не сразу, а через несколько секунд после удержания соответствующей кнопки. Если раньше тип доступной магии задавался заранее, до начала уровня, то теперь герою сразу доступны все заклинания, и тип их зависит от принятой персонажем позы. Например, стоящий ровно персонаж будет испускать пламя впереди себя, в то время как устремлённый вверх — выпустит огненные шары по дуге.
Навигация по уровням осуществляется посредством карты мира, где изображены дружественные и враждебные локации. Каждый наблюдаемый регион включает в себя, как правило, два акта, в ходе которых герой за отведённое время точно так же должен через полчища монстров прорубить себе путь и победить боссов. Первый из двух боссов обычно не очень силён, тогда как второй требует от игрока гораздо больше усилий. Перед началом прохождения есть возможность выбрать уровень сложности — от этого зависит время, требующееся на колдовство заклинаний, и здоровье встречаемых монстров.

## Сюжет

Сражение с боссом, герой противостоит монстру, олицетворяющему алчность

Повествование вновь ведётся от лица богоподобного Мастера, происходящие события перекликаются с сюжетом первой части, хотя точно неизвестно, приквел это, продолжение оригинала, либо просто переосмысление тех событий в рамках некой альтернативной реальности. В начальной заставке показана битва с демоном Танзрой, выясняется, что он когда-то стоял на пути добра, но однажды начал против своего повелителя Мастера восстание и после поражения за предательство был изгнан из рая. Поверженный демон, находясь в загробном мире, стал собирать новую армию и воплотил в виде монстров семь смертных человеческих грехов. Теперь задача Мастера — находить очаги распространения монстров и ликвидировать их, при этом он лично спускается с небес на землю и сражается в облике статуи ангела.
Победив шестерых монстров, Мастер проникает в так называемую Башню греха, где сражается с седьмым чудовищем, олицетворяющим гордыню механическим богом. Одолев фальшивого бога, он спускается в царство мёртвых, где ещё раз побеждает семь грехов и вступает в противостояние с вмёрзшим в лёд Танзрой (тема льда заимствована здесь из первого тома «Божественной комедии» Данте Алигьери). В концовке говорится, что Мастер будет жить вечно, однако во время финальных титров показано медленное разрушение статуи ангела, под действием времени она зарастает мхом, от неё отваливаются куски. Финал перекликается с концовкой первой игры, где люди перестали ходить в храмы, потому что необходимость в Боге-защитнике отпала.

## Отзывы и критика
| Иноязычные издания | Иноязычные издания |
| Издание            | Оценка             |
| ------------------ | ------------------ |
| EGM                | 8,75 из 10         |
| IGN                | 7,5 из 10          |
| Nintendo Power     | 3,675 из 5         |

Мировые продажи ActRaiser 2 составили 180 тысяч копий, в том числе 100 тысяч было продано в североамериканском регионе и по 40 тысяч в Японии и Европе, что значительно скромнее по сравнению с оригиналом. По мнению обозревателя портала IGN, несмотря на отличную музыку, прекрасные визуальные эффекты и фантастический экшн, отсутствие стратегического режима всё же разочарует поклонников первой части: «Вместо полноценного продолжения мы получили только половину». Игра фигурирует в 31-м выпуске передачи «Денди — Новая реальность», где ведущий Сергей Супонев даёт ей весьма положительную оценку: «Что касается изображения и музыки, то тут ActRaiser 2 выходит на вершины поистине диснеевской мультипликации. Игра невероятно сложная, но, тем не менее, интересная».
Дальнейшего развития серия ActRaiser не получила, однако мысли о создании продолжения в интервью высказывал программист Фумиаки Сираиси, известный как ведущий разработчик игры Final Fantasy Crystal Chronicles: My Life as a King.